# Коцян
Коцян (словен. Kocjan) — поселення в общині Раденці, Помурський регіон, Словенія. Висота над рівнем моря: 253,1 м.